# Biagio Pelligra
Biagio Pelligra (Comiso, 24 giugno 1937) è un attore italiano.

## Biografia
Attore di cinema, teatro e televisione. Al cinema ha recitato in numerosi film di generi differenti, dal poliziesco alle sceneggiate, dall'avventura alla commedia, lavorando con attori quali Mario Merola con cui spesso faceva ruoli di antagonista e con Eduardo De Filippo, Ugo Tognazzi, Marcello Mastroianni, Philippe Leroy, Maurizio Merli, Ben Gazzara e Tomas Milian. In TV ha lavorato al fianco di Luca Zingaretti nella serie Il commissario Montalbano ed ha recitato anche ne Il capo dei capi e L'ultimo padrino.

## Filmografia

Biagio Pelligra (al centro) in una scena del film Da Corleone a Brooklyn (1979) di Umberto Lenzi

### Cinema
- Il grande colpo dei 7 uomini d'oro, regia di Marco Vicario (1966)
- Spara forte, più forte... non capisco!, regia di Eduardo De Filippo (1966)
- L'invincibile Superman, regia di Paolo Bianchini (1967)
- Un buco in fronte, regia di Giuseppe Vari (1968)
- Sequestro di persona, regia di Gianfranco Mingozzi (1968)
- La morte ha fatto l'uovo, regia di Giulio Questi (1968)
- Commandos, regia di Armando Crispino (1968)
- Sotto il segno dello scorpione, regia di Paolo e Vittorio Taviani (1969)
- Le dieci meraviglie dell'amore, regia di Sergio Bergonzelli (1969)
- L'alibi, regia di Adolfo Celi, Vittorio Gassman, Luciano Lucignani (1969)
- Donnarumma all'assalto, regia di Marco Leto (1972)
- La villeggiatura, regia di Marco Leto (1973)
- Allonsanfàn, regia di Paolo e Vittorio Taviani (1973)
- Anno uno, regia di Roberto Rossellini (1974)
- Irene, Irene, regia di Peter Del Monte (1975)
- Roma a mano armata, regia di Umberto Lenzi (1976)
- Al piacere di rivederla, regia di Marco Leto (1976)
- Milano violenta, regia di Mario Caiano (1976)
- Il trucido e lo sbirro, regia di Umberto Lenzi (1976)
- Antonio Gramsci - I giorni del carcere, regia di Lino Del Fra (1977)
- Il mammasantissima, regia di Alfonso Brescia (1979)
- Improvviso, regia di Edith Bruck (1979)
- Da Corleone a Brooklyn, regia di Umberto Lenzi (1979)
- Maledetti vi amerò, regia di Marco Tullio Giordana (1980)
- Zappatore, regia di Alfonso Brescia (1980)
- Carcerato, regia di Alfonso Brescia (1981)
- Napoli, Palermo, New York - Il triangolo della camorra, regia di Alfonso Brescia (1981)
- L'ombre rouge, regia di Jean-Louis Comolli (1981)
- Laura... a 16 anni mi dicesti sì, regia di Alfonso Brescia (1983)
- Il camorrista, regia di Giuseppe Tornatore (1986)
- La sarrasine, regia di Paul Tana (1992)
- Pasolini, un delitto italiano, regia di Marco Tullio Giordana (1995)
- Testimone a rischio, regia di Pasquale Pozzessere (1997)
- La collezione invisibile, regia di Gianfranco Isernia (2001)
- I Viceré, regia di Roberto Faenza (2007)

### Televisione
- Tutte le domeniche mattina, regia di Carlo Tuzii – film TV (1972)
- L'amaro caso della baronessa di Carini, regia di Daniele D'Anza – miniserie TV (1975)
- Il marsigliese, regia di Giacomo Battiato – miniserie TV (1975)
- Alle origini della mafia, regia di Enzo Muzii – miniserie TV (1976)
- Una donna, regia di Gianni Bongioanni – miniserie TV (1977)
- I vecchi e i giovani, regia di Marco Leto – miniserie TV (1978)
- Quattro delitti, regia di Alberto Sironi (1979)
- Mathias Sandorf, regia di Jean-Pierre Decourt (1979)
- La mano sugli occhi, regia di Pino Passalacqua (1979)
- Illa: Punto d'osservazione, regia di Daniele D'Anza – miniserie TV (1981)
- Western di cose nostre, regia di Pino Passalacqua – miniserie TV (1983)
- Un siciliano in Sicilia, regia di Pino Passalacqua – miniserie TV (1987)
- L'isola del tesoro, regia di Antonio Margheriti – miniserie TV (1987)
- L'écho, regia di Maurice Failevic (1988)
- Un bambino in fuga, regia di Mario Caiano – miniserie TV (1990)
- Donne armate, regia di Sergio Corbucci (1990)
- La scalata, regia di Vittorio Sindoni – miniserie TV (1993)
- A che punto è la notte, regia dia Nanni Loy – miniserie TV (1994)
- Il caso Bebawi, regia di Valerio Jalongo (1996)
- Sarò il tuo giudice, regia di Gianluigi Calderone (2001)
- Incantesimo – soap opera (2002)
- Il commissario Montalbano – serie TV, episodi 1x01, 2x04, 6x13 (2006)
- Il capo dei capi, regia di Alexis Sweet e Enzo Monteleone – miniserie TV (2007)
- L'ultimo padrino, regia di Marco Risi – miniserie TV (2008)
- I Cesaroni – serie TV, episodio 5x07 (2012)
- Squadra antimafia - Palermo oggi – serie TV, episodio 8x01 (2016)

## Teatro
- "Compagnia Teatrale Emilia Romagna", regia di Giacchi Corbelli (1968-1969)
- "Compagnia Teatrale Moderno-Classico", regia di Paolo Paoloni (1969)
- "Gruppo Teatrale Tempo Nuovo", regia di Roberto Galve (1970)
- "Teatro K.", regia di Marco Leto (1972)
- "Teatro Nuova Scena", regia di Vittorio Franceschi (1973)
- "Teatro La Maddalena", regia di Edith Bruck (1974)

## Doppiaggio
- Roberto Reale in Avere vent'anni